# Papaya EP
Papaya EP är en EP från 2001 av den svenske bitpopmusikern Goto80 (Anders Carlsson), på vilken man bland annat kan finna en chipversion av Kikki Danielssons hitlåt "Papaya Coconut" från 1986.

## Låtlista
1. Papaya Coconut - 3:33
2. Blox - 2:24
3. Clark O. - 2:26
4. Papaya Dub - 3:31